# 이선호 (성우)
이선호(1960년 5월 5일 ~ )는 대한민국의 성우이다. 1983년 MBC 9기 공채 성우로 데뷔하였다.

## 개요
방귀대장 뿡뿡이의 뿡뿡이 성우로 유명해온 성우이다.
소녀 역, 성인 여성 역 등도 매끄럽게 소화가 가능하지만, 애니메이션 출연작을 중심으로 소년 역할이 압도적으로 많다. 대표작으로는 《포켓몬스터》의 한지우 등이 있다.

## 출연작
※전체 출연작은 외부 링크를 참조

### 애니메이션(MBC)
- 기파이터 태랑 (MBC) - 티플
- 꿈돌이 (MBC)
- 독고탁의 비둘기 합창 (MBC)
- 로봇수사대 K캅스 (MBC) - 최예나 / 드릴 보이
- 모험왕 걸리버 (MBC)
- 보츠마스터 (MBC)
- 보거스는 내 친구 (MBC) - 브라투스
- 빨간망토 차차 (MBC) - 빙빙
- 소공자 세디 (MBC) - 세디
- 용감한 죠리(MBC)
- 유령대소동(MBC)
- 은하철도 999 (1996년 재더빙작/MBC) - 마이크 / 트로 / 쉐프린 / 키라 / 에이미
- 피그마리오 (MBC) - 레온
- 핑크팬더 (MBC)
- 철인 28호 FX (MBC) - 하나
- 털보아저씨와 꾸러기들 (MBC)
- 지구조난자 마룬 (MBC) - 디투
- 키다리 아저씨 (MBC) - 샐리 맥브라이드
- 무적의 실버호크 (MBC) - 손오공
- 찰리 브라운의 유럽여행 (MBC)
- 신비한 바다의 나디아 (MBC) - 마리 / 어린 네오
- 로빈 훗의 모험 (MBC)
- 비버리 힐즈에 간 고양이들 (MBC)
- 레드바론 (MBC) - 로비
- 꽃의 천사 메리벨 (MBC)
- 마이티 마우스 (MBC)
- 도단이 (MBC)
- 트리팡 파이터 (MBC) - 바람모리
- 보글보글 쿡 (MBC) - 요요
- 그림명작동화 (MBC)
- 요술소녀 (MBC)
- 뽀글아 사랑해 (MBC) - 꾀돌이
- 바다의 금동이(MBC)
- BBB 삼총사의 모험 (MBC)

### 애니메이션(타사)
- 검용전설 야이바 (어린이TV) - 선우 야이바
- 공룡킹 어드벤처 (재능TV) - 맥스
- 구슬동자 (SBS) - 화이트봉
- 빅토리 구슬동자 (SBS) - 화이트봉
- 꼬마거북 프랭클린 (EBS) - 비버리
- 난다 난다 니얀다 (카툰 네트워크) - 야고/니얀다, 삐빼 엄마
- 달려라 부메랑 (SBS) - 깨비
- 던전 앤 드래곤 (챔프)
- 드래곤 볼 Z (SBS) - 오룡
- 드래곤볼 (투니버스) - 크리링
- 드래곤볼Z (투니버스) - 크리링
- 드래곤볼GT (투니버스) - 크리링
- 라이브온 카드리버 (재능TV) - 홍동역, 가람
- 레츠고 MBA (SBS) - 한여름
- 마법기사 레이어스 (SBS) - 아스코트 / 저스
- 마법기사 레이어스 OVA (애니박스) - 아스코트
- 마법소녀 리나 (SBS) - 마을 꼬마
- 미래전사 그레이트 건더 (SBS) - 나기찬
- 빨간망토 차차 (SBS) - 빙빙
- 보그맨 특공대
- 샤먼킹 (애니원) - 만타 / 골드바
- 서바이벌 만화 과학상식 (SBS) - 레오
- 소닉 X (재능TV) - 마일즈 프라우어
- 쌍둥이 맑음 (카툰네트워크) - 주니
- 씽씽씽 동요나라 (SBS)
- 앤디의 장난일기(챔프)
- 요술공주 밍키 (SBS) - 까마귀 조(처음), 말썽꾸러기 환자 존
- 요절복통 수호천사 (투니버스) - 티미 터너
- 용용나라로떠나요(EBS) - 맥스
- 우리는챔피언(SBS)-남궁열
- 우리는챔피언 WGP(SBS)-남궁열
- 울트라 탐험대(SBS)-팅코
- 은하영웅사이버트론(SBS)-카를로스
- 카툰네트워크-(우주소년아톰)
- 이누야샤 (애니원) - 싯포
- 이누야샤 완결편 - 싯포
- 이야기 보따리 (SBS)
- 축구왕 슛돌이 (SBS) - 마리오 / 소피아 / 프레드
- 쾌걸 조로 (SBS) - 베르나르도
- 티미의 못말리는 수호천사(닉 코리아) - 티미 터너
- 포켓몬스터 AG (SBS, 재능TV, 투니버스) - 한지우 (2003년 7월 ~ 2008년)
- 포켓몬스터 DP (SBS, 재능TV, 투니버스) - 한지우 (2007년 9월 ~ 2011년 1월)
- 포켓몬스터 DP/BW 극장판 (투니버스, 재능TV) - 한지우
- 포켓몬스터 베스트위시 (재능TV, 투니버스) - 한지우 (2011년 ~ 2013년)
- 포켓몬스터 XY (투니버스) - 한지우
- 포켓몬스터 썬&문 (투니버스),(재능 TV),(애니맥스).(어린이 TV) - 한지우
- 포켓몬스터 W (투니버스) - 한지우
- 플랜더스의 개 (EBS) - 네로
- 피구왕 통키 (SBS) - 현진영 / 이한빛
- 하얀마음 백구 (SBS) - 박태운
- 해로와 토레미 (SBS) - 해로
- 꾀돌이 삼총사 (SBS) - 용이
- 루돌프 (SBS) - 설동이 / 푸들 아줌마
- 학교괴담 (투니버스) - 장영빈
- 학교유령 (투니버스)
- 록맨 에그제 (투니버스) = 네트
- 록맨 에그제 엑세스 (투니버스) - 네트
- 록맨 에그제 스트림 (투니버스) - 네트
- 록맨 에그제 비스트 (애니맥스) - 네트
- 록맨 에그제 비스트 플러스 (애니맥스) - 네트
- 헬로 스팽크 (투니버스) - 장유나
- 오! 패밀리 (투니버스) - 휘
- 호리 (투니버스) - 호리
- 우주에서 온 모자코 (투니버스) - 모자코
- 쿠션키즈 (애니원) - 방방이
- 메다로트 (챔프) - 강승리
- 던전 앤 드래곤 (챔프) - 바비
- 샤머닉 프린세스 (애니맥스) - 자포르
- 건담 0080 주머니 속 전쟁 OVA (애니박스) - 체이
- 격부술사 요역문 (챔프) - 태현우
- 만능 비리몽 (재능TV) - 비리몽
- 우주여행사 야트 (재능TV) - 롤로
- 직스 (퀴니) - 그리프
- 동화 속 과학탐험 (SBS)
- 무적용사 사자왕 (투니버스) - 로카
- 꿈의 보석 프리즘스톤 (SBS) - 재경(윤채경)/미키(하루네 이츠키)
- 꿈의 라이브 프리즘스톤 (SBS) - 모모(소피아 정)
- 덱스터의 실험실 극장판 : 시간여행 (카툰네트워크) - 덱스터
- 꼬마돼지 피글리의 모험 (EBS) - 어린 피글리
- 신나는 사이버 수학세상 (EBS) - 리즈
- 심슨 가족 (EBS) - 바트 심슨
- 악동클럽 (EBS) - 스카티
- 야! 러그래츠 (EBS) - 토미
- 컸다, 러그래츠 (EBS) - 토미
- 잠의 요정 나일러스 (EBS) - 거스
- 행복배달부 팻 아저씨(EBS) - 사라
- 한국사 시간여행(EBS) - 만화가 할머니
- 짱이와 깨모 (KBS, SBS) - 짱이
- 궁금해요 핑퐁 (KBS) - 핑
- 도깨비 캡처 보물산의 전설 (KBS, 투니버스) - 봉발
- 스페이스 동의보감 (SBS) - 무정
- 스페이스 동의보감 2 (KBS) - 무정
- 내 친구 미소 (KBS) - 태풍, 이슬
- 버디랜드의 친구들 (KBS) - 리나

### 영화 비디오 애니 더빙
- 천공전사 젠키
- 트라이건 - 메릴 스트라이프
- 샌드맨과 꿈나라 모험  - 마일로
- 바우와우

### 방송
- 명화의 고향(MBC)
- 방귀대장 뿡뿡이(EBS) - 뿡뿡이
  - 뿡뿡이랑 야야야!(EBS) - 뿡뿡이

### 게임 더빙
- 아이엘 - 토토
- 알피게임 시리즈 - 알피
- 용기전승 2 - 에밀리 알젠트, 루카 암바르

### 영화 더빙
- 나 홀로 집에(SBS) - 풀러 (키어런 컬킨)
- 나 홀로 집에 2(SBS) - 풀러 (키어런 컬킨) / 숙모(테리 스넬)
- 나 홀로 집에 3 (SBS) - 알렉스 (알렉스 D. 린즈)
- 아버지와 어머니 그리고 형제자매들(SBS) - 빅토르 (피에르-장 쉐리)
- 레알(SBS) - 맥시(길레르모 헤레라)
- 라스트 사무라이(SBS) - 마구지로(아오이 미나토)
- 매트릭스 2(SBS) - 캐스(지나 토러스)
- 매트릭스 레볼루션(SBS) - 캐스(지나 토러스)
- 이터널 선샤인(SBS) - 어린 조엘(라이언 휘트니)
- 진주만(SBS) - 마샤 (사라 루)
- 크림슨 리버(SBS)
- 패트리어트(SBS) - 윌리엄 마틴 (로건 레먼)
- 미네소타 트윈스(SBS) - 조이 (마일즈 퍼너)
- 애나 앤드 킹(SBS)
- 소림축구(SBS) - 만두가게 주인(서미나)
- 올리버 트위스트(SBS) - 소이 (길리언 한나)
- 미세스 다웃파이어(SBS) - 크리스 (매튜 로렌스)
- 블레이드 3(SBS) - 행인(샤논 파웰)
- 블루 스틸(SBS) - 매춘부(토니 달링)
- 이도공간(SBS)
- 까미유 클로델(SBS)
- 스타쉽 트루퍼스(SBS)
- 프릭스(SBS) - 마이크 파커 (스콧 테라)
- 풀 타임 킬러(SBS)
- 히 갓 게임(SBS)
- 임포스터(SBS)
- 쥬만지(SBS) - 피터 쉬패드 (브래들리 피어스) / 부동산 중개인(질리언 바버)
- 이연걸의 소림오조(SBS) - 마대인 아들(부패)
- 매그놀리아(SBS) - 스탠리 스펙터 (제레미 블랙맨)
- 아담스 패밀리(MBC)
- 마르셀의 여름(MBC) - 어린 마르셀 (브누아 마르틴)
- 위트니스(MBC) - 사무엘 (루카스 하스)
- 조강지처 클럽(MBC) - 신시아 (스톡카드 채닝), 브렌다 아들
- 클루리스(MBC)
- 맨 인 블랙(SBS) - 레직의 아내(베키 앤 베이커)
- 오보소도(SBS) - 어린 미르코 외
- 해리포터와 비밀의 방(SBS) - 콜린
- 취권 2(SBS) - 분(하영방)
- 형사 니코(SBS)
- 플레드(MBC)
- 폴리스 아카데미(MBC)
- 굿바이 마이 프렌드(MBC)
- 언터처블(MBC) - 여자 아이의 엄마(콜린 베이드) / 여자 아이(아디트라 콜)
- 파워 오브 원(MBC)- PK 7세(가이 위처)
- 비벌리힐즈의 아이들(MBC) - 도나 (토리 스펠링)
- 언더시즈(SBS) - 조단 (에리카 엘레니악)
- 친구 - 성우(배우로 출연)
- 마틴 기어의 귀향(SBS) - 젊은 베르트랑드 (Sylvie Meda)
- 풀 프루프(SBS) - 장난감 음성
- 벽혈남천(SBS) - 어린 엄동
- 도학위룡 3(SBS) - 일본 하녀(주월미)
- 쥬라기 공원 2: 잃어버린 세계(SBS)
- 용재변연(SBS) - 비룡와 데이지의 아들(진석)
- 굿바이 뉴욕 굿모닝 내 사랑(SBS) - 미치의 딸(린제이 크리스탈) / 에드의 아내(워커 브랜트) / 낸시(야들리 스미스)
- 총잡이 링고 (MBC) - 멕시코 아이(파블리토 알론소)
- 돌아온 링고 (MBC) - 링고의 딸(모니카 수그라네스)
- 내 이름은 브루스 2 (SBS) - 빌리(데이비드 멘덴홀) / 코니(디나 콘린)
- 형사 스타크 (MBC) - 킴(데니즈 크로즈비)
- 언제나 마음은 태양 (MBC) - 조세프(아드리엔 포스타)
- 은빛 안장 (MBC) - 토마스(스벤 발세키)
- 개 같은 내 인생(MBC) - 싸가(멜린다 킨나만)
- 허리케인(MBC) - 마코(레인 톰 주니어)
- 다저스 몽키(MBC) - 마크(애덤 래보나) / 애니(조 챔바)
- 예수라 불리는 아이(SBS) - 남자 아이(자크 루이스 아르놀드)
- 흑인 오르페(MBC) - 베네디또(호르헤 도스 산토스)
- 람보(SBS) - 소년(대니 워즈나)
- 소림36동자 (SBS)
- 마이 걸 (MBC)

### 외화 더빙
- 꿈꾸는 소녀 에밀리(EBS) - 일사
- 넘버스(SBS)
- 애들이 줄었어요(MBC)
- 이소룡 전기(SBS)
- 정무문(KBS)
- 히어로즈(SBS)
- CSI 마이애미(MBC) - 코니 페이버 (미쉘 그린)
- 우리친구 웨인(EBS) - 스코카 (자슈아 맥어보이)

### 영화 애니 더빙
- 리틀 네모(1993년) - 네모
- 하얀 마음 백구(2000년) - 태운
- 왕후 심청(2005년) - 가희
- 천년여우 여우비(2006년) - 꼬마요
- 극장판 포켓몬스터 AG: 포켓몬 레인저와 바다의 왕자 마나피(2006년) - 지우
- 플라이 미 투 더 문(2008년)
- 티미의 아주 특별한 여름 방학(2008년) - 티미
- 극장판 포켓몬스터 DP: 아르세우스 초극의 시공으로(2009년) - 지우
- 극장판 포켓몬스터 DP: 환영의 패왕 조로아크(2010년) - 지우
- 샌드맨과 꿈나라 모험(2010년) - 마일로
- 극장판 포켓몬스터 베스트위시: 비크티니와 흑의 영웅 제크로무·비크티니와 백의 영웅 레시라무(2011년) - 지우
- 극장판 포켓몬스터 베스트위시: 큐레무 VS 성검사 케르디오(2012년) - 지우
- 극장판 포켓몬스터 베스트위시: 신의 속도 게노세크트, 뮤츠의 각성(2012년) - 지우
- 로코왕국의 전설: 엘프킹을 찾아서(2013년) - 드래곤스타
- 극장판 포켓몬스터 XY: 파괴의 포켓몬과 디안시(2014) - 지우
- 포켓몬 더 무비 XY: 후파: 광륜의 초마신(2015년) - 지우
- 극장판 프리즘스톤 올스타 셀렉션(2015년)
- 포켓몬 더 무비 XY&Z: 볼케니온: 기계왕국의 비밀(2016) - 지우
- 극장판 포켓몬스터 뮤츠의 역습 EVOLUTION(2019) - 지우
- 포켓몬스터: 성도지방 이야기, 최종장(2024) - 지우
- 극장판 포켓몬스터 AG: 뮤와 파동의 용사 루카리오(2025) - 지우

### 노래
- Cheer! YeahX2 - 꿈의 보석 프리즘스톤(SBS)(김현지 성우와 문선희 성우와 합창으로 부른 우리말 번역곡)
- Love Mix - 꿈의 보석 프리즘스톤(SBS)(한경화 성우와 합창으로 부른 우리말 번역곡)

## 같이 보기
- 문화방송 성우극회